# Liga Europa da UEFA de 2020–21 – Terceira pré-eliminatória
A Terceira pré-eliminatória da Liga Europa da UEFA de 2020–21 foi disputada nos dias 23 e 24 de setembro. Todas as partidas foram disputadas em jogo único e com os portões fechados. Os 35 vencedores desta fase se qualificaram para o Play-off da Liga Europa.

## Sorteio
O sorteio da terceira pré-eliminatória da Liga Europa de 2020–21 foi realizado no dia 1 de setembro de 2020, às 13:00 (CEST).
Um total de 70 equipes disputaram a terceira pré-eliminatória da Liga Europa. As equipes foram divididas em dois grupos:
- Caminho dos Campeões (18 equipes): 8 dos 10 perdedores da segunda pré-eliminatória da Liga dos Campeões da UEFA de 2020–21 (Caminho dos Campeões) e 10 vencedores da segunda pré-eliminatória da Liga Europa (Caminho dos Campeões).
- Caminho da Liga (52 equipes): 13 equipes que entraram nesta fase, 3 perdedores da segunda pré-eliminatória da Liga dos Campeões da UEFA de 2020–21 (Caminho da Liga), e 36 vencedores da segunda pré-eliminatória da Liga Europa (Caminho da Liga).

A divisão das equipes dentro do grupo Caminho dos Campeões foi baseada na rodada em que cada uma foi eliminada da Liga dos Campeões. Já no grupo Caminho da Liga, a divisão de equipes foi feita de acordo com o coeficiente de clube da UEFA de 2020. As equipes do Caminho dos Campeões foram dividas em 3 grupos e sorteadas normalmente. Já no grupo Caminho da Liga, as equipes foram divididas em 8 grupos. Para os grupos de 1 a 6, foram separados dois potes, um contendo bolinhas com os números 1, 2 e 3, e outra com os números 4, 5 e 6. As duplas de números sorteadas dos dois potes indicarão os confrontos de todas as equipes dos grupos. Para os grupos 7 e 8, será feita a mesma coisa, mas com um dos potes contendo os números de 1 a 4 e outro os números de 5 a 8. Em ambos os casos, o primeiro número sorteado em cada dupla ou a primeira equipe sorteada no confronto, será o mandante da partida.
Equipes da mesma associação não podem ser sorteadas para se enfrentar.

Caminho dos Campeões
| Grupo 1                               | Grupo 1                                          | Grupo 2                            | Grupo 2               | Grupo 3         | Grupo 3                                              |
| Cabeça de chave                       | Não cabeça de chave                              | Cabeça de chave                    | Não cabeça de chave   | Cabeça de chave | Não cabeça de chave                                  |
| ------------------------------------- | ------------------------------------------------ | ---------------------------------- | --------------------- | --------------- | ---------------------------------------------------- |
| - Celje - Sheriff Tiraspol - Sarajevo | - Dundalk - Budućnost Podgorica - Ararat-Armenia | - Celtic - Sūduva - Légia Varsóvia | - KuPS - Riga - Drita | - KÍ - CFR Cluj | - Dinamo Tbilisi - Djurgårdens IF - Floriana - Flora |

Caminho da Liga
| Grupo 1                                              | Grupo 1                                             | Grupo 2                                               | Grupo 2                                                | Grupo 3                                                                         | Grupo 3                                                                               | Grupo 4                                                             | Grupo 4                                                                       |
| Cabeça de chave                                      | Não cabeça de chave                                 | Cabeça de chave                                       | Não cabeça de chave                                    | Cabeça de chave                                                                 | Não cabeça de chave                                                                   | Cabeça de chave                                                     | Não cabeça de chave                                                           |
| ---------------------------------------------------- | --------------------------------------------------- | ----------------------------------------------------- | ------------------------------------------------------ | ------------------------------------------------------------------------------- | ------------------------------------------------------------------------------------- | ------------------------------------------------------------------- | ----------------------------------------------------------------------------- |
| - Malmö FF (1) - Sporting (2) - PSV Eindhoven (3)    | - Mura (4) - Aberdeen (5) - Lokomotiva (6)          | - Rosenborg BK (1) - VfL Wolfsburg (2) - Partizan (3) | - Charleroi (4) - Desna Chernihiv (5) - Alanyaspor (6) | - Granada (1) - Rijeka (2) - Reims (3)                                          | - Fehérvár (4) - Kolos Kovalivka (5 - Locomotive Tbilisi (6)                          | - LASK (1) - Milan (2) - AEK Atenas (3)                             | - St. Gallen (4) - Bodø/Glimt (5 - DAC Dunajská Streda (6)                    |
| Grupo 5                                              | Grupo 5                                             | Grupo 6                                               | Grupo 6                                                | Grupo 7                                                                         | Grupo 7                                                                               | Grupo 8                                                             | Grupo 8                                                                       |
| Cabeça de chave                                      | Não cabeça de chave                                 | Cabeça de chave                                       | Não cabeça de chave                                    | Cabeça de chave                                                                 | Não cabeça de chave                                                                   | Cabeça de chave                                                     | Não cabeça de chave                                                           |
| - Standard de Liège (1) - Rostov (2) - Tottenham (3) | - Shkëndija (4) - Maccabi Haifa (5) - Vojvodina (6) | - Apollon Limassol (1) - Beşiktaş (2) - Rangers (3)   | - Willem II (4) - Rio Ave (5) - Lech Poznań (6)        | - FC Steaua București (1) - Basel (2) - Hapoel Be'er Sheva (3) - Copenhague (4) | - Motherwell (5) - Αnorthosis Famagusta (6) - Slovan Liberec (7) - Piast Gliwicki (8) | - Galatasaray (1) - CSKA Sófia (2) - Viktoria Plzeň (3) - APOEL (4) | - SønderjyskE (5) - B36 Tórshavn (6) - Hajduk Split (7) - Zrinjski Mostar (8) |

## Resultados - Caminho dos Campeões
| Equipe 1         | Resultado   | Equipe 2            |
| ---------------- | ----------- | ------------------- |
| Sarajevo         | 2–1         | Budućnost Podgorica |
| Sheriff Tiraspol | 1–1 (3–5 p) | Dundalk             |
| Ararat-Armenia   | 1–0 (pro)   | Celje               |
| Riga             | 0–1         | Celtic              |
| KuPS             | 2–0         | Sūduva              |
| Légia Varsóvia   | 2–0         | Drita               |
| KÍ               | 6–1         | Dinamo Tbilisi      |
| Djurgårdens IF   | 0–1         | CFR Cluj            |
| Floriana         | 0–0 (2–4 p) | Flora               |

## Partidas
| 24 de setembro de 2020 | Sarajevo              | 2 – 1     | Budućnost Podgorica | Estádio Bilino Polje, Zenica               |
| 20:00                  | Tatar 4' · Fanimo 67' | Relatório | Moraitis 44'        | Público: 0 Árbitro: ESP José María Sánchez |

| 24 de setembro de 2020 | Sheriff Tiraspol | 1 – 1     | Dundalk      | Sheriff Stadium, Tiraspol                  |
| 20:00 (21:00 EEST)     | Posmac 8'        | Relatório | Murray 45+1' | Público: 0 Árbitro: MKD Aleksandar Stavrev |

|                           |       | Penalidades                          |  |
| Kapić Obilor Veloso Parra | 3 – 5 | Čolović Hoban Hoare McEleney Shields |  |

| 24 de setembro de 2020 | Ararat-Armenia | 1 – 0 (pro) | Celje | Estádio Republicano Vazgen Sargsyan, Ierevan |
| 16:00 (18:00 AMT)      | Vakulenko 111' | Relatório   |       | Público: 0 Árbitro: SCO John Beaton          |

| 24 de setembro de 2020 | Riga | 0 – 1     | Celtic          | Skonto Stadium, Riga                    |
| 19:00 (20:00 EEST)     |      | Relatório | Elyounoussi 90' | Público: 0 Árbitro: POR Fabio Verissimo |

| 24 de setembro de 2020 | KuPS                      | 2 – 0     | Sūduva | Kuopio Football Stadium, Kuopio                |
| 17:30 (18:30 EEST)     | Rangel 31' · Tarasovs 72' | Relatório |        | Público: 0 Árbitro: AUT Manuel Schuettengruber |

| 24 de setembro de 2020 | Légia Varsóvia            | 2 – 0     | Drita | Polish Army Stadium, Varsóvia         |
| 20:30                  | Wszołek 24' · Pekhart 43' | Relatório |       | Público: 0 Árbitro: TUR Halis Özkahya |

| 24 de setembro de 2020 | KÍ                                                                        | 6 – 1     | Dinamo Tbilisi | Tórsvøllur, Tórshavn                       |
| 20:00 (19:00 WEST)     | Pavlović 22' · Johannesen 58' · Klettskarð 60', 69', 73' · Johannesen 85' | Relatório | Pernambuco 71' | Público: 0 Árbitro: ISL Thorvaldur Árnason |

| 24 de setembro de 2020 | Djurgårdens IF | 0 – 1     | CFR Cluj           | Tele2 Arena, Estocolmo                     |
| 19:00                  |                | Relatório | Paulo Vinícius 55' | Público: 0 Árbitro: POL Bartosz Frankowski |

| 24 de setembro de 2020 | Floriana | 0 – 0 (pro) | Flora | Estádio Nacional de Ta' Qali, Ta' Qali |
| 20:30                  |          | Relatório   |       | Público: 0 Árbitro: BIH Irfan Peljto   |

|                             |       | Penalidades                       |  |
| Keqi Venâncio Adan Busuttil | 2 – 4 | Lilander Kreida Poom Kuusk Liivak |  |

## Resultados - Caminho da Liga
| Equipe 1            | Resultado   | Equipe 2             |
| ------------------- | ----------- | -------------------- |
| Mura                | 1–5         | PSV Eindhoven        |
| Malmö FF            | 5–0         | Lokomotiva           |
| Sporting            | 1–0         | Aberdeen             |
| Charleroi           | 2–1 (pro)   | Partizan             |
| Rosenborg BK        | 1–0         | Alanyaspor           |
| VfL Wolfsburg       | 2–0         | Desna Chernihiv      |
| Fehérvár            | 0–0 (4–1 p) | Reims                |
| Granada             | 2–0         | Locomotive Tbilisi   |
| Rijeka              | 2–0 (pro)   | Kolos Kovalivka      |
| St. Gallen          | 0–1         | AEK Atenas           |
| LASK                | 7–0         | DAC Dunajská Streda  |
| Milan               | 3–2         | Bodø/Glimt           |
| Shkëndija           | 1–3         | Tottenham            |
| Standard de Liège   | 2–1 (pro)   | Vojvodina            |
| Rostov              | 1–2         | Maccabi Haifa        |
| Willem II           | 0–4         | Rangers              |
| Apollon Limassol    | 0–5         | Lech Poznań          |
| Beşiktaş            | 1–1 (2–4 p) | Rio Ave              |
| FC Steaua București | 0–2         | Slovan Liberec       |
| Hapoel Be'er Sheva  | 3–0         | Motherwell           |
| Copenhague          | 3–0         | Piast Gliwicki       |
| Basel               | 3–2         | Αnorthosis Famagusta |
| Galatasaray         | 2–0         | Hajduk Split         |
| Viktoria Plzeň      | 3–0         | SønderjyskE          |
| APOEL               | 2–2 (4–2 p) | Zrinjski Mostar      |
| CSKA Sófia          | 3–1         | B36 Tórshavn         |

## Partidas
| 24 de setembro de 2020 | Mura       | 1 – 5     | PSV Eindhoven                                      | Fazanerija City Stadium, Murska Sobota |
| 19:00                  | Kouter 21' | Relatório | Malen 17', 65' · Mauro Júnior 28' · Gakpo 54', 90' | Público: 0 Árbitro: SUI Sandro Schärer |

| 24 de setembro de 2020 | Malmö                                                | 5 – 0     | Lokomotiva | Eleda Stadion, Malmö                      |
| 19:00                  | Thelin 5', 17' · Nalić 32' · Larsson 52' · Rieks 72' | Relatório |            | Público: 0 Árbitro: FRA François Letexier |

| 24 de setembro de 2020 | Sporting       | 1 – 0     | Aberdeen | Estádio José Alvalade, Lisboa            |
| 21:00 (20:00 WEST)     | Tiago Tomás 8' | Relatório |          | Público: 0 Árbitro: MNE Nikola Dabanović |

| 24 de setembro de 2020 | Charleroi                   | 2 – 1 (pro) | Partizan   | Stade du Pays de Charleroi, Charleroi |
| 19:00                  | Dessoleil 11' · Rezaei 107' | Relatório   | Soumah 53' | Público: 0 Árbitro: SCO Bobby Madden  |

| 24 de setembro de 2020 | Rosenborg     | 1 – 0     | Alanyaspor | Lerkendal Stadion, Trondheim          |
| 19:00                  | Konradsen 59' | Relatório |            | Público: 0 Árbitro: EST Kristo Tohver |

| 24 de setembro de 2020 | Wolfsburg                      | 2 – 0     | Desna Chernihiv | Volkswagen Arena, Wolfsburg             |
| 20:15                  | Guilavogui 15' · Ginczek 90+2' | Relatório |                 | Público: 0 Árbitro: BEL Lawrence Visser |

| 24 de setembro de 2020 | Fehérvár | 0 – 0 (pro) | Reims | MOL Aréna Sóstó, Székesfehérvár   |
| 18:00                  |          | Relatório   |       | Público: 0 Árbitro: SVN Matej Jug |

|                           |       | Penalidades          |  |
| Silva Stopira Hodžić Négo | 4 – 1 | Dia Abdelhamid Konan |  |

| 24 de setembro de 2020 | Granada                   | 2 – 0     | Locomotive Tbilisi | Estádio Nuevo Los Cármenes, Granada      |
| 20:00                  | Machís 48' · Molina 90+1' | Relatório |                    | Público: 0 Árbitro: NED Serdar Gözübüyük |

| 24 de setembro de 2020 | Rijeka                                | 2 – 0 (pro) | Kolos Kovalivka | Stadion Rujevica, Rijeka              |
| 20:45                  | João Escoval 102' · Andrijašević 115' | Relatório   |                 | Público: 0 Árbitro: POR Tiago Martins |

| 24 de setembro de 2020 | St. Gallen | 0 – 1     | AEK Atenas          | Kybunpark, St. Gallen                       |
| 20:30                  |            | Relatório | Nélson Oliveira 71' | Público: 0 Árbitro: ESP Alejandro Hernández |

| 24 de setembro de 2020 | LASK                                                                                | 7 – 0     | DAC Dunajská Streda | Linzer Stadion, Linz                   |
| 20:30                  | Raguž 6', 16' · Filipović 47' · Michorl 51' · Gruber 53' · Balić 55' · Sabitzer 77' | Relatório |                     | Público: 0 Árbitro: FRA Jérôme Brisard |

| 24 de setembro de 2020 | Milan                             | 3 – 2     | Bodø/Glimt             | San Siro, Milão                    |
| 20:30                  | Çalhanoğlu 16', 50' · Colombo 32' | Relatório | Junker 15' · Hauge 55' | Público: 0 Árbitro: CRO Fran Jović |

| 24 de setembro de 2020 | Shkëndija | 1 – 3     | Tottenham                      | Arena Toše Proeski, Skopje            |
| 20:00                  | Nafiu 55' | Relatório | Lamela 5' · Son 70' · Kane 79' | Público: 0 Árbitro: TUR Ali Palabıyık |

| 24 de setembro de 2020 | Standard de Liège                | 2 – 1 (pro) | Vojvodina | Stade Maurice Dufrasne, Liège          |
| 20:00                  | Avenatti 47' (pen) · Amallah 91' | Relatório   | Bojić 75' | Público: 0 Árbitro: AUT Harald Lechner |

| 24 de setembro de 2020 | Rostov        | 1 – 2     | Maccabi Haifa                 | Arena Rostov, Rostov do Don            |
| 18:30 (19:30 MSK)      | Shomurodov 9' | Relatório | Rukavytsya 20' · Abu Fani 60' | Público: 0 Árbitro: CZE Petr Ardeleanu |

| 24 de setembro de 2020 | Willem II | 0 – 4     | Rangers                                                     | Koning Willem II Stadion, Tilburg        |
| 19:00                  |           | Relatório | Tavernier 22' (pen) · Kent 25' · Helander 55' · Goldson 71' | Público: 0 Árbitro: ITA Maurizio Mariani |

| 23 de setembro de 2020 | Apollon Limassol | 0 – 5     | Lech Poznań                                                   | Estádio GSP, Nicósia                       |
| 18:00 (19:00 EEST)     |                  | Relatório | Pedro Tiba 42', 90+2' · Ishak 47' · Kamiński 58' · Sýkora 81' | Público: 0 Árbitro: FIN Mattias Gestranius |

| 24 de setembro de 2020 | Beşiktaş         | 1 – 1 (pro) | Rio Ave           | Vodafone Park, Istambul                |
| 19:00 (20:00 TRT)      | Güven Yalçın 15' | Relatório   | Bruno Moreira 85' | Público: 0 Árbitro: GER Daniel Siebert |

|                            |       | Penalidades                      |  |
| Mensah Töre Welinton Larin | 2 – 4 | Bruno Moreira Santos Jambor Reis |  |

| 24 de setembro de 2020 | FC Steaua București | 0 – 2     | Slovan Liberec                | Stadionul Marin Anastasovici, Giurgiu  |
| 19:30 (20:30 EEST)     |                     | Relatório | Yusuf Helal 64' · Rabušic 82' | Público: 0 Árbitro: AZE Aliyar Aghayev |

| 24 de setembro de 2020 | Hapoel Be'er Sheva                                | 3 – 0     | Motherwell | HaMoshava Stadium, Petah Tikva       |
| 19:30 (20:30 IDT)      | Miguel Vítor 43' · Josué 71' (pen) · Acolatse 83' | Relatório |            | Público: 0 Árbitro: UKR Serhiy Boiko |

| 24 de setembro de 2020 | København                               | 3 – 0     | Piast Gliwicki | Estádio Parken, Copenhague               |
| 20:00                  | Wilczek 14' · Wind 58' · Pep Biel 90+5' | Relatório |                | Público: 0 Árbitro: ISR Roi Reinshreiber |

| 24 de setembro de 2020 | Basel                                           | 3 – 2     | Αnorthosis Famagusta            | St. Jakob-Park, Basel                 |
| 20:30                  | Widmer 4' · Campo 12' · Hambardzumyan 21' (g.c) | Relatório | Vrgoč 45' · Kvilitaia 67' (pen) | Público: 0 Árbitro: ROU Radu Petrescu |

| 24 de setembro de 2020 | Galatasaray              | 2 – 0     | Hajduk Split | Türk Telekom Arena, Istambul         |
| 20:00 (21:00 TRT)      | Belhanda 77' · Babel 86' | Relatório |              | Público: 0 Árbitro: ENG Craig Pawson |

| 24 de setembro de 2020 | Viktoria Plzeň                               | 3 – 0     | SønderjyskE | Doosan Arena, Plzeň                    |
| 18:00                  | Ondrášek 35' (pen) · Ba Loua 41' · Káčer 51' | Relatório |             | Público: 0 Árbitro: LTU Donatas Rumšas |

| 24 de setembro de 2020 | APOEL                  | 2 – 2 (pro) | Zrinjski Mostar           | Estádio GSP, Nicósia                     |
| 20:00 (21:00 EEST)     | Atzili 14' · Nuhiu 26' | Relatório   | Ivančić 11' · Bilbija 69' | Público: 0 Árbitro: POL Daniel Stefanski |

|                                          |       | Penalidades                         |  |
| Jensen Atzili Sahar Suleiman De Vincenti | 4 – 2 | Filipović Ibáñez Bilbija Govedarica |  |

| 24 de setembro de 2020 | CSKA Sófia                       | 3 – 1     | B36 Tórshavn | Balgarska Armiya Stadium, Sófia      |
| 19:00 (20:00 EEST)     | Sowe 27' · Yomov 38' · Keita 83' | Relatório | Pingel 61'   | Público: 0 Árbitro: HUN Tamás Bognar |